# USS Parker (DD-48)
USS Parker (DD-48) – amerykański niszczyciel typu Aylwin będący w służbie United States Navy w czasie I wojny światowej.

## Historia
Okręt zwodowano 8 lutego 1913 roku w stoczni William Cramp and Sons Ship and Engine Building Company w Filadelfii. Jednostka weszła do służby 20 stycznia 1914 roku, pierwszym dowódcą został Lieutenant Commander C.P. Nelson.
Okręt został przydzielony do Flotylli Torpedowej Floty Atlantyku i pełnił służbę patrolową i szkoleniową wzdłuż wschodniego wybrzeża USA. 6 kwietnia 1914 roku brał udział w akcji ratowniczej po wybuchu na pokładzie USS „Aylwin”. Po przystąpieniu Stanów Zjednoczonych do I wojny światowej w 1917 roku wziął udział w eskortowaniu pierwszego konwoju transportującego elementy Amerykańskiego Korpusu Ekspedycyjnego. Bazując w portach francuskich i brytyjskich uczestniczył następnie w misjach eskortowych i zwalczania okrętów podwodnych.
26 lutego 1918 roku załoga okrętu uratowała dziewięciu rozbitków z zatopionego przez niemieckiego U-Boota SM UC-56 brytyjskiego statku szpitalnego „Glenart Castle”, za co otrzymała oficjalne podziękowanie ze strony przedstawicieli brytyjskiego parlamentu.
Na początku 1919 roku niszczyciel wspomagał amerykańskie jednostki w rejonie Bałtyku w ramach Amerykańskiej Administracji Pomocy.
Po powrocie do Stanów Zjednoczonych w 1919 roku dołączył do Floty Atlantyku.
Okręt został wycofany ze służby 6 czerwca 1922 roku. Skreślenie z rejestru floty nastąpiło 8 marca 1935 roku, przekazanie na złom 23 kwietnia 1935 roku.